# Sara (knjiga)
SARA, knjiga (biografija Sare Bertić). Autor: Đuro Šovagović. Izdavač: Izdavački centar (I.C.) "Revija", Radničko sveučilište (R. S.) "Božidar Maslarić",  Osijek. Biblioteka Povjesnica. Urednik: Radovan Rakin. Za izdavača: Dušan Gvozdenović. Naslovna strana: B. D. Kusik, akademski slikar. Grafička obrada: Pavle Osekovac. Lektor: Marina Belić, prof. Korektor: Milena Lončar-Trbić. Tisak: RO OGNIZ, OOUR "Litoštampa", Osijek, 1986. Visina: 20 cm, 32 stranice.
Tekst je podijeljen na odlomke s naslovima: ''"Provala", "Pitanja", "Anđa", "Vrapčići", "Majiš", "Maturanti", "Agronomija", "Hapšenje", "Bolnica", "Majka", "Sekretar", "Granica", "Proljeće" i "Prijeki sud".
Knjiga ima 8 ilustracija: Sara (str. 6), Obiteljska kuća u osječkom Donjem gradu (8), šesti razred državne realne gimnazije (15), Sara i drugarice u šetnji uz Dravu (15), maturantice realne gimnazije u Osijeku 1937-38. (18), izvod iz školskog dnevnika (20), spomenica palih boraca (22), spomen-ploča u osječkoj Ulici J. Vlahovića 31. (jn)